# Saint-Pierre (Reunión)
Saint-Pierre es la tercera comuna más grande del Departamento de ultramar francés de Reunión. Está ubicada en el lado sudeste de la isla de Réunion. En el censo de 1999, Saint-Pierre tuvo una población de 68,915. La comuna tiene un área terrestre de 95.99 km² (37.062 sq mi). El aglomerado urbano de Saint-Pierre, incluyendo a la comuna vecina de Le Tampon, tiene una población total de 129,238 - la segunda más grande en Réunion. 

## Municipios

### Mont Vert
Mont Vert (o Montvert) es una aldea del noroeste de la comuna francesa de Saint Pierre situada en el departamento de ultramar de la isla de la Reunión. Se divide en dos: Mont Vert les Bas, ubicada por debajo del pitón volcánico que se llama Mont Vert (monte verde) entre 350 y 450 metros de altitud; y Mont Vert les Hauts, ubicada por encima de este mismo pitón a más de 650 metros de altitud.

### Grand Bois
Grand bois se sitúa en el sur de la isla, en el extremo este de Saint Pierre al límite de la comuna de Petite Ile. Debe su nombre a las muchas plantaciones que bordearon antaño el camino principal de la población. Parece que Grand Bois fue la primera región ocupada del sur de la isla. Las primeras poblaciones aparecieron en el comienzo del siglo XVIII. Pero las poblaciones aumentaron al construirse la fábrica azucarera entre 1833 y 1834.